# アレクサンドラ・ブリャチスラヴナ
アレクサンドラ・ブリャチスラヴナ（ロシア語: Александра Брячиславна）は、ポロツク公ブリャチスラフの娘である。また、いくつかの史料には名をパラスケヴァと記すものがある。

## 生涯
1238年にノヴゴロド公アレクサンドル（後世にアレクサンドル・ネフスキーと称される）と結婚し、間に複数の子を成した。
没後はウラジーミルのウスペンスキー・クニャジーニン・モナストィリ(ru)（直訳：生神女就寝祭の - 公妃の - 修道院）に葬られた。現ロシア正教会のウラジーミル管区(ru)では、ユリウス暦11月23日（グレゴリオ暦12月6日）をアレクサンドラの記憶日としている。なお修道名はおそらくヴァッサであったと考えられている。

## 子女
夫アレクサンドルとの間に以下の子がいる。
- ヴァシリー(ru)
- ドミトリー
- アンドレイ
- ダニール
- エヴドキヤ - スモレンスク公家のコンスタンチンと結婚